# مسجد مالیندی

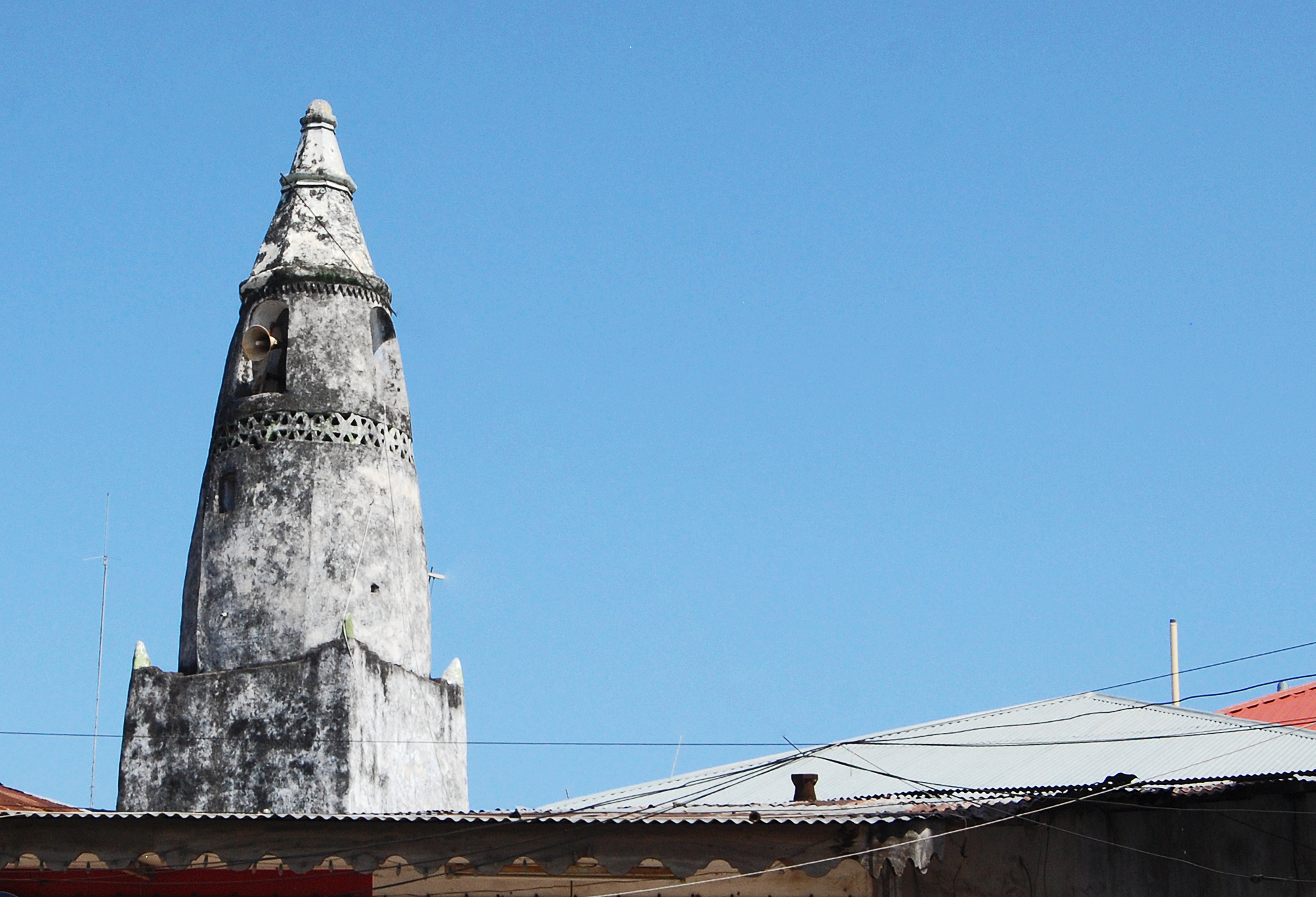
مناره

مسجد مالیندی مسجدی در شهر سنگی زنگبار است، که نزدیک بندر بنا شده‌است. مالیندی یکی از قدیمی‌ترین مساجد زنگبار است، که مربوط به قرن ۱۵ میلادی است. این مسجد را مسلمین ساختند و بعضی ویژگی‌های معماری غیرمعمول را دارد، از جمله منارهٔ مخروطی شکل آن، که یکی از سه منارهٔ مخروطی شرق آفریقا است.